# Youtubers Life 2
Youtubers Life 2 è un videogioco di simulazione di vita sviluppato dalla compagnia spagnola U-Play Online e pubblicato da Raiser Games. 
È il sequel del popolare Youtubers Life e continua a combinare elementi di simulazione della vita con la gestione di una carriera su YouTube.

## Trama
La trama di Youtubers Life 2 ruota attorno al protagonista, un giovane appassionato di YouTube che si trasferisce a NewTube City per seguire il sogno di diventare un creatore di contenuti famoso.
Il gioco inizia con il giocatore che riceve un drone assistente chiamato "Dronie", che lo guida attraverso i primi passi della sua carriera. Il giocatore deve bilanciare le esigenze quotidiane, come il tempo libero e la socializzazione, con la creazione di contenuti di successo. NewTube City è suddivisa in diversi quartieri, ciascuno con le proprie caratteristiche uniche, eventi e NPC con cui interagire. Il giocatore può esplorare liberamente la città, partecipare a eventi esclusivi, e scoprire nuovi trend e opportunità per creare contenuti virali.

## Modalità di gioco
Youtubers Life 2 espande le meccaniche del primo gioco, introducendo nuovi strumenti e funzionalità per la gestione della carriera da youtuber. Oltre a creare e gestire video, i giocatori possono ora esplorare la città di NewTube City, partecipare a eventi, interagire con altri youtuber e costruire una rete di relazioni. Il gioco include anche missioni specifiche legate a trend e meme virali, dando al giocatore la possibilità di capitalizzare sui contenuti più popolari. Il giocatore può personalizzare il proprio avatar con una vasta gamma di opzioni, includendo non solo l'aspetto fisico ma anche l'abbigliamento e l'equipaggiamento. 
Durante il gioco, è possibile creare video di diversi tipi, come gameplay, recensioni, unboxing e altro ancora, ognuno con il proprio pubblico di riferimento. Man mano che il personaggio guadagna popolarità, si possono sbloccare nuove funzionalità, come la gestione di collaboratori, l'espansione dello studio, e l'accesso a strumenti di produzione avanzati. L'obiettivo finale è diventare lo youtuber più famoso di NewTube City, guadagnando fan e follower, migliorando le abilità del personaggio e costruendo una carriera di successo.

## Sviluppo
Youtubers Life 2 è stato annunciato ufficialmente nel gennaio 2021, con l'intenzione di espandere e migliorare le meccaniche del gioco originale. U-Play Online ha collaborato nuovamente con Raiser Games per la pubblicazione. Il gioco è stato sviluppato utilizzando il motore grafico Unity, che ha permesso al team di implementare una grafica migliorata e nuove funzionalità. Il team di sviluppo ha dichiarato di essersi ispirato alle dinamiche in continua evoluzione della piattaforma YouTube, cercando di riflettere le tendenze emergenti nel mondo reale all'interno del gioco.
Per la prima volta, il gioco include personaggi e collaborazioni con veri youtuber famosi, offrendo un'esperienza più immersiva, tra cui la presenza del celebre youtuber PewDiePie, che è uno dei personaggi con cui il giocatore può interagire all'interno del gioco. Il gioco è stato pubblicato globalmente il 19 ottobre 2021.

## Espansioni e DLC
Dopo la pubblicazione, U-Play Online ha pubblicato diversi aggiornamenti e contenuti scaricabili (DLC) per Youtubers Life 2, che includono nuovi accessori, missioni, e la possibilità di collaborare con ulteriori youtuber reali. Nel marzo 2022 è stato pubblicato il DLC City Stories, che ha introdotto nuove trame secondarie e una serie di eventi esclusivi legati a determinati periodi dell'anno. Il DLC è stato accolto positivamente per l'aggiunta di nuovi contenuti che hanno ampliato le possibilità di gioco.

## Accoglienza
Youtubers Life 2 ha ricevuto recensioni miste da parte della critica. Mentre alcuni recensori hanno lodato il gioco per la sua fedeltà alla cultura di YouTube e per l'inclusione di nuove funzionalità, altri hanno criticato il gioco per la mancanza di innovazione significativa rispetto al titolo precedente.